# Friederike Brion
Friederike Elisabeth Brion (ur. prawdopodobnie 19 kwietnia 1752 w Niederrödern w Alzacji, zm. 3 kwietnia 1813 w Meißenheim koło Lahr w Schwarzwaldzie) – córka alzackiego ewangelickiego proboszcza, która miała krótki, lecz namiętny romans ze studentem prawa Johannem Wolfgangiem von Goethe.

## Życiorys
Młody Goethe odwiedził w październiku 1770 w towarzystwie kolegi dom gościnnego proboszcza Jakoba Brion w wiosce Sesenheim (fr. Sessenheim) w Alzacji. Jak wspominał przeszło 40 lat później w swej biografii Z mojego życia. Zmyślenie i prawda (Dichtung und Wahrheit), zakochał się od pierwszego wejrzenia, jednak już latem następnego roku postanowił zerwać z Friederike, o czym zawiadomił ją po wyjeździe ze Strasburga do Frankfurtu listownie dopiero jesienią 1771.
Friederike Brion uległa gwałtownym zalotom młodego poety, inspirowała jego twórczość, w tym czasie powstały znakomite utwory, między innymi Willkommen und Abschied, udźwiękowione przez F. Schuberta.
Wiosną 1771 Goethe stworzył wiele wierszy i pieśni lirycznych określanych zbiorczo jako Pieśni z Sesenheim (Sesenheimer Lieder), które ugruntowały jego popularność jako poety i są uważane za początek okresu burzy i naporu (Sturm und Drang). Przykładowo wymieniane są dwa utwory:
- Willkommen und Abschied
- Das Heideröslein.

Porzucona Friederike ciężko przeżyła odejście Goethego, nigdy nie wyszła za mąż. Po śmierci ojca mieszkała u brata Christiana wraz z młodszą siostrą Sofie. Żyły skromnie, dorabiały sobie ze sprzedaży robótek ręcznych i wyrobów ceramicznych. Friederike udzielała lekcji języka francuskiego.
Operetka Ferenca Lehára pod tytułem Friederike bazuje na romansie Goethego z Friederike Brion.
Obecnie Sessenheim (40 km od Strasburga) jest celem pielgrzymek miłośników Goethego.